# Église de la Nativité-de-la-Mère-de-Dieu de Miloševac
Pour les articles homonymes, voir Église de la Nativité-de-la-Mère-de-Dieu.
L'église de la Nativité-de-la-Mère-de-Dieu de Miloševac (en serbe cyrillique : Црква Рођења Пресвете Богородице у Милошевцу ; en serbe latin : Crkva Rođenja Presvete Bogorodice u Miloševcu) est une église orthodoxe serbe située à Miloševac, dans la municipalité de Velika Plana et dans le district de Podunavlje en Serbie. Elle est inscrite sur la liste des monuments culturels protégés de la république de Serbie (identifiant no SK 830).

## Présentation

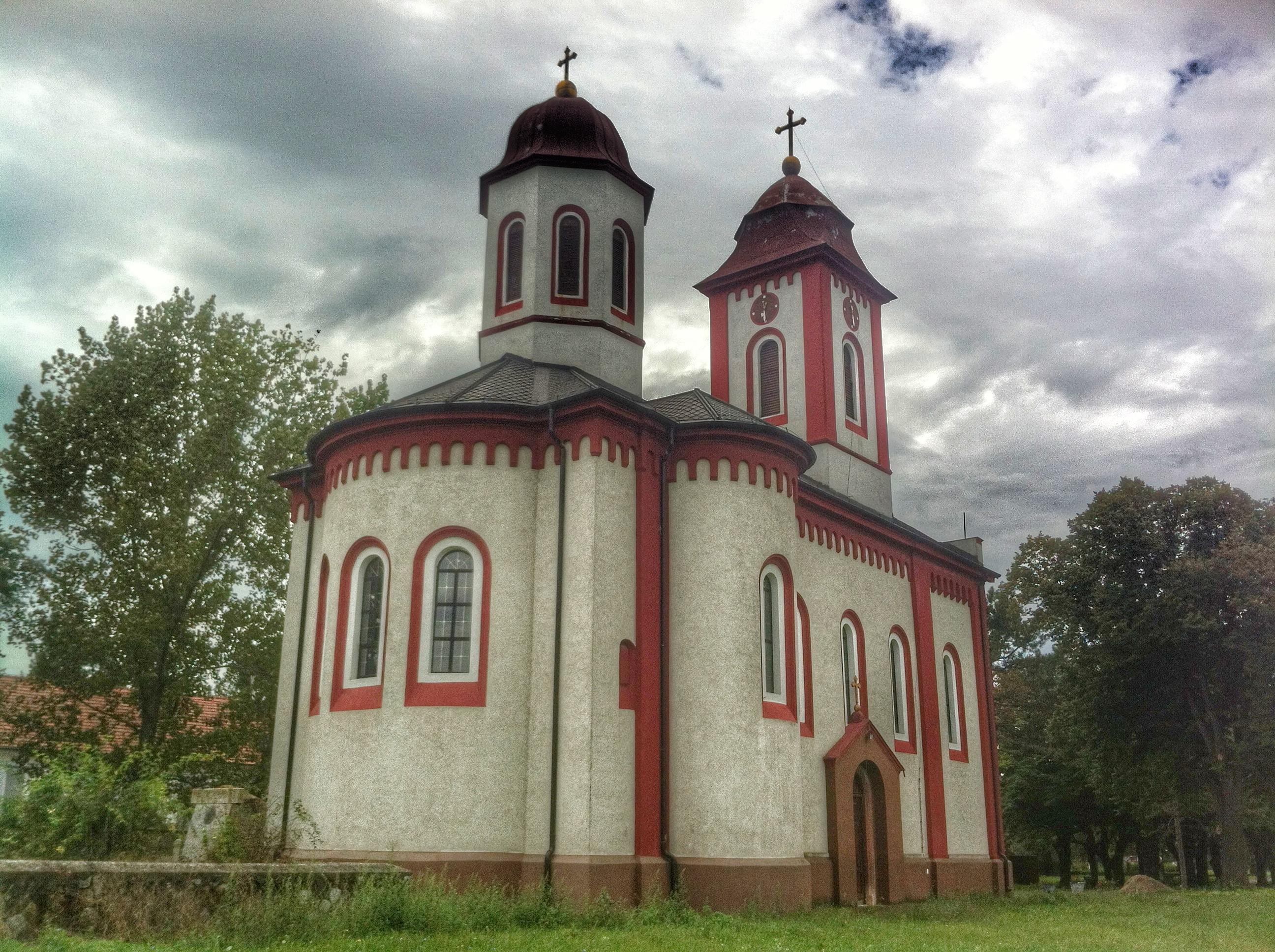
Autre vue de l'église.

L'église a été construite en 1870, ce qui va à l'encontre de la date de 1842, souvent citée, qui en attribue la construction à Johan Kriger.  
Construite dans un style néoclassique, elle se présente comme un édifice à nef unique prolongé par une abside avec des chapelles latérales demi-circulaires surmontées d'une coupole ; cette nef, de forme rectangulaire, est précédée par un narthex avec une galerie et un clocher à l'ouest. Les façades sont rythmées par la corniche du toit, par des pilastres, par les fenêtres et par des portails proéminents.
À l'intérieur, l'iconostase de style classique a été peinte par Nikola Marković, un iconographe originaire de Požarevac. Sur les murs, des fresques ont été réalisées à l'imitation du marbre, avec des motifs géométriques et des médaillons décoratifs.
L'église abrite également des livres et des objets liturgiques, ainsi que des icônes.